# Астаховы
Астаховы — дворянский род.
Ведут своё происхождение от донского войскового старшины Ефима Леонтьевича Астахова, вступившего в службу в 1772 г. В 1791 г. он был произведен в майоры и, находясь в этом чине, 7.10.1792 г. был пожалован в дворянское достоинство.
- Астахов, Иван Петрович (1863—1935) — генерал-майор. Начальник артиллерии Всевеликого Войска Донского (1917—1918), Георгиевский кавалер.

## Описание герба
Щит разделен перпендикулярно на три части, из коих в первой в пурпуровом поле изображены две серебряные Сабли острием крестообразно положенные вниз. Во второй части в красном поле натянутый лук со Стрелою золотые. В третьей части в голубом поле пять восьмиугольных Звезд серебром означенные.
Щит увенчан обыкновенным дворянским шлемом с дворянскою на нём короною и тремя страусовыми перьями. Намет на щите, подложенный золотом. Герб Астахова внесён в Часть 2 Общего гербовника дворянских родов Всероссийской империи, стр. 146.